# Прямухино
Пряму́хино — село Кувшиновского района Тверской области, административный центр Прямухинского сельского поселения.

## География
Расположено на реке Осуга в 28 километрах от районного центра Кувшиново.

## Этимология
До начала XX века название имения и села могло писаться как Премухино в связи с особенностями северо-западного диалекта русского языка, в котором безударная «е» звучит как «я». В то же время чаще в картах и справочниках и до революции встречается написание через «я».

## История

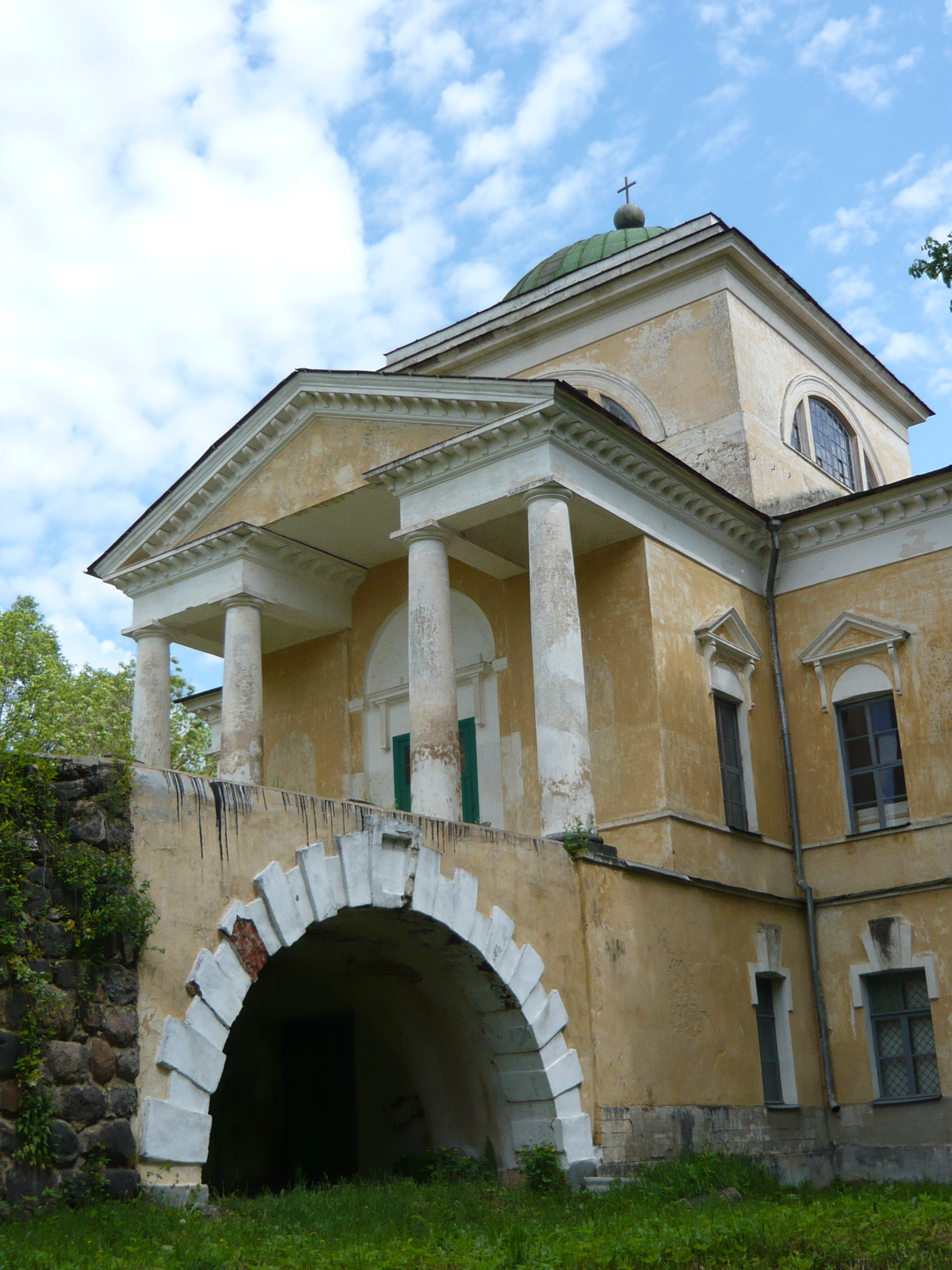
Троицкая церковь в селе Прямухино

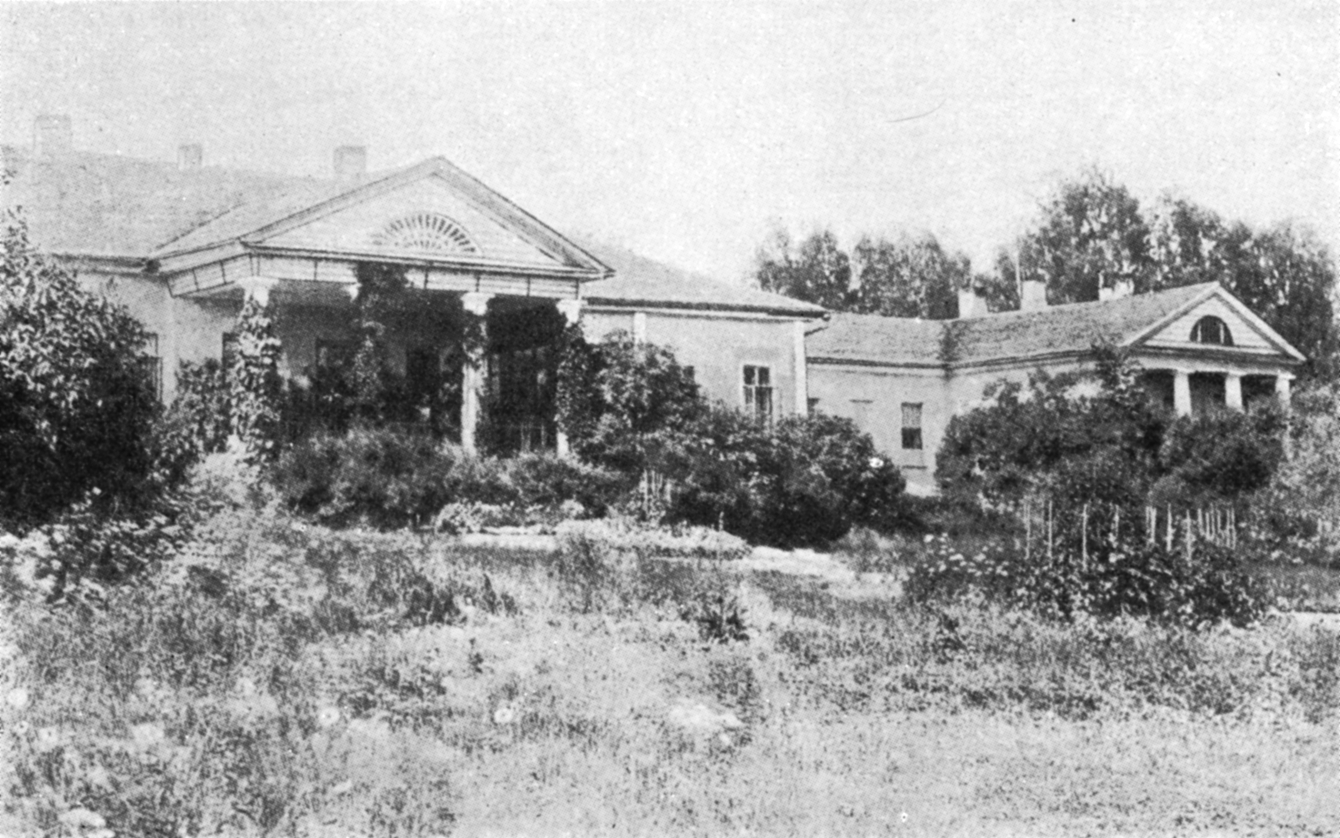
Усадьба Бакуниных. 1860 год

Каменная церковь во имя Покрова Пресвятой Богородицы построена в 1760 году. В 1797 году церковь была разобрана Александром Михайловичем Бакуниным по ветхости, и на её месте в 1808 году начали строительство нового храма, предположительно, по проекту Н. А. Львова. Построенный до этого на церковном косогоре «каменный магазейн много виду отнимает у церкви», считал Александр Михайлович, и верхнюю часть этой постройки разобрали, а подвал со сводами сохранили и, сделав по сводам насыпь, получили пандус к новой церкви. Храм был закончен в 1826 гoдy, а освящён лишь в октябре 1836 года. Главный (холодный) Троицкий храм размещался в верхнем этаже, а тёплый Покровский — в подклете. Под алтарём с восточной стороны церкви былa предусмотрена семейная усыпальница, а с южной стороны — трёхсекционный склеп из красного кирпича со сводчатым перекрытием. В церкви после её закрытия в 1936 году в цокольном этаже (Покровском храме) расположился молокозавод, в верхнем (Троицком) — клуб.
В конце XIX — начале XX века село являлось центром Прямухинской волости Новоторжского уезда Тверской губернии.
С 1929 года село являлось центром Прямухинского сельсовета Кувшиновского района Тверского округа Московской области, с 1935 года — в составе Калининской области, с 1994 года — центр Прямухинского сельского округа, с 2005 года — центр Прямухинского сельского поселения.
В советское время Прямухино являлось главной усадьбой колхоза им. Ульянова-Ленина.

## Население
| 1859 | 1884 | 1989 | 2002 | 2010 |
| ---- | ---- | ---- | ---- | ---- |
| 468  | ↘366 | ↘282 | ↘208 | ↗223 |

## Инфраструктура
В селе имеются Прямухинская средняя общеобразовательная школа, клуб, фельдшерско-акушерский пункт, отделение почтовой связи.

## Достопримечательности
В селе расположена действующая Церковь Троицы Живоначальной (1846), сохранились некоторые здания бывшей усадьбы семьи Бакуниных.

## Известные люди
В селе Прямухино родился теоретик русского анархизма Михаил Александрович Бакунин.